# Teeth
Teeth is een Amerikaanse zwarte komedie-horrorfilm uit 2007, geschreven en geregisseerd door Mitchell Lichtenstein. Hoofdrolspeelster Jess Weixler kreeg hiervoor de juryprijs op het Sundance Film Festival, terwijl de film zelf de juryprijs won op het Festival de Gérardmer - Fantastic'Arts.

## Verhaal
Dawn O'Keefe groeit op met als ideaal complete seksuele onthouding tot aan het huwelijk te beoefenen. Daaronder verstaat ze niet alleen het afzien van seksueel contact met anderen, maar ook het achterwege laten van masturbatie. O'Keefe staat hier zo volledig achter, dat ze dit ook onderwijst aan jonge gelijkdenkenden. Haar stiefbroer Brad denkt hier totaal anders over, waardoor ze avond aan avond tot haar afgrijzen het gekreun en gekerm door de muur heen hoort. Brad dwingt al zijn seksuele partners niettemin tot anale seks. Op vaginale gemeenschap heeft hij het niet zo sinds hij als kleuter op nooit opgehelderde wijze zijn vingertopje bijna geamputeerd zag, toen hij met O'Keefe in een opblaasbaar zwembadje zat.
O'Keefe komt op haar beurt hevig in verleiding wanneer ze tijdens een onthoudingsbijeenkomst Tobey ontmoet. Ze ontdekken al snel dat ze allebei iets voor elkaar voelen, maar gezien hun doelstelling moeten ze hun lichamelijke contact tot zoenen beperken. Ze besluiten op een rustige middag samen te gaan zwemmen op een plekje waar de plaatselijke jeugd altijd komt wanneer die met elkaar wil vrijen. Samen belanden ze in een grot, waar ze weer aan het zoenen slaan. Tobey kan zijn lust alleen niet meer bedwingen en beklimt O'Keefe, ondanks hevige protesten van haar. Vrijwel direct nadat hij haar tegen haar zin penetreert klinkt een klikkend geluid, waarop hij schreeuwend en kermend van haar af rolt. Zijn penis blijkt compleet geamputeerd.
O'Keefe vlucht hevig geschrokken naar huis. Daar ontdoet ze in haar biologieboek van school de pagina over de vrouwelijke anatomie van de door haar school aangebrachte afplakking. Ze ontdekt dat het vrouwelijke geslachtsdeel daarin niet helemaal hetzelfde is als het hare. Na een bezoek aan gynaecoloog Dr. Godfrey en eigen onderzoek op het internet, blijkt ze in bezit te zijn van de vagina dentata, ofwel tanden in haar vagina. Daarvan werd aangenomen dat het alleen een oude legende was om seksueel misbruik te ontmoedigen, maar O'Keefe weet nu tot haar afgrijzen dat het wel degelijk bestaat en dat zij het heeft.
In de war vlucht ze naar Ryan. Ze wees hem eerder af toen hij haar uitvroeg, maar hij is de enige waar ze naar haar oordeel op dat moment naartoe kan. Hij drogeert haar en brengt zijn slaapkamer met kaarsjes in een romantische ambiance. Terwijl ze half bedwelmd is, begint Ryan aan O'Keefe te zitten, die er op dat moment achter komt dat ze het wel prettig vindt. Wanneer de twee overgaan tot door beide gewilde geslachtsgemeenschap, ontdekt ze dat ze in zoverre controle heeft over de vagina dentata dat deze niet dichtklappen als zij dit zelf niet wil.
Weer thuis, blijkt O'Keefes ernstig zieke moeder Kim ingestort. Hoewel zij en Ryans vriendin haar nog snel naar het ziekenhuis brengen, is het te laat en overlijdt ze. Ryans vriendin vertelt haar dat het haar enorm spijt dat ze niet eerder ingegrepen hebben, maar toen zij en Ryan haar oorspronkelijk hoorden schreeuwen vertelde Ryan haar dat deze dit zo vaak deed. O'Keefe wordt woest en wil wraak op haar stiefbroer, die al tijden met haar het bed wil delen.

## Rolverdeling
- Jess Weixler: Dawn O'Keefe
  - Ava Ryen Plumb: Dawn als kind
- John Hensley: Brad
- Hale Appleman: Tobey
- Josh Pais: Dr. Godfrey
- Ashley Springer: Ryan
- Vivienne Benesch: Kim
- Lenny von Dohlen: Bill
- Julia Garro: Gwen
- Nicole Swahn: Melanie
- Adam Wagner: Phil
- Trent Moore: Mr. Vincent
- Mike Yager: Elliot